# 先生のお気にいり!
『先生のお気にいり!』（せんせいのおきにいり）は、TBS系列で1991年6月28日から9月20日まで毎週金曜日21:00 - 21:54（JST）枠で放送された日本のテレビドラマ。

## 概要
芝浦芸術高等学校2年C組を舞台に、芸術を志す生徒と先生との葛藤を描いた青春ドラマ。音楽・ダンス・俳優の各科レッスンのシーンはほとんどが吹き替えなしの、俳優自身によるものである。
その作品内容から、アメリカ映画の『フェーム』の日本版と言われたことがある。
外観ロケ場所は、東京都江東区佐賀町の「東京食糧ビル」だった。高校2年生の宮本晶役の小田茜は、撮影当時まだ中学1年生でワイドショー等で話題になった。　

## キャスト

### 芝浦芸術高等学校の教師たち
- 神長仁（音楽科）･･･陣内孝則

腕のいいジャズピアニストだったが挫折し、競馬と女に溺れて作った借金で首が回らなくなり、臨時教員をすることになった。
- 菊島弥生（美術担当）･･･藤谷美和子

2年C組担任。問題が起こったら“プッツン”して　行方をくらますことも。
- 立原あかり（ダンス科）･･･前田美波里

元々ダンスの実力派で、かつてはブロードウェイの舞台にも立ったことがある。
- 斉明寺剛（校長）･･･長塚京三

元新劇俳優。直接クラスで教鞭はとってないが、演劇科の授業中に昔の自慢話をすることがある。
- 清水卓也（演劇科）･･･佐野史郎

元俳優。ナルシストな所があり、演劇について独自の理論を持ち校長と対立することも。
- 影山忍（国語担当）･･･樹木希林

2年の学年主任。「芸術の基本は美しい日本語」というポリシーを持つ。
- 大門晴雄（音楽科）･･･安崎求

芸術大学卒業。テクニック至上主義で「音楽に情念は必要無し」という考えを持つ。
- 黒岩秀（ダンス科）･･･白石貴綱

立原を心から尊敬しているが、一方で同性愛的な傾向がある。

### 音楽科
- 宮本晶･･･小田茜
- 島本俊･･･武田真治
- 赤枝美由紀･･･藤田めいる
- 山本花子･･･八木奈帆子
- 井出かおる･･･森下桂
- 尾形誓子･･･今井麻音子[1]
- 中村真白･･･三田めぐみ[1]
- 光岡清人･･･原田幸一[2]
- 内藤孝太郎･･･伊東孝太郎[2]
- 鳴海初範･･･高雄有希[2]

### ダンス科
- 遠山いづみ･･･一色紗英
- 長沢高･･･矢間敬視
- 長沢等･･･矢間晶也

長沢兄弟の2人とも、宮本晶に惚れている。
- 向井滋･･･坂本昌行（現：20th Century）
- 百瀬めぐみ･･･松永真以子[1]
- 伊藤まり･･･山崎美也子[1]
- 松本あん･･･真堂藍[1]
- 大江舞子･･･佐藤玲美[1]
- 鈴木謙･･･河瀬よしてる[2]
- 鳴海初範･･･高雄有希[2]

### 演劇科
- 林敏生･･･萩原聖人

前の学校を退学になり、無気力状態で演劇科にもぐりこんだが……。
- 水野渉･･･大沢健

眼鏡がトレードマーク。林に恋心を抱いている。
- 名島由起子･･･濱田万葉
- 如月翠･･･佐藤忍
- 吉田真紀･･･大路恵美
- 袋一平･･･佐野智郎
- 高島秀臣･･･佐藤晃市（現：高尾晃市）
- 今泉脩･･･平嶋圭[2]
- 石森正子･･･大島あかね[1]
- 川越くるみ･･･小川広美[1]

### その他
- 保護者：磯野貴理子
- 謎の女：浅野ゆう子（第6話、特別出演）

## 主題歌
- 「TEARS」大塚純子

## スタッフ
- 脚本：高木凛
- 音楽：ボブ佐久間
- 車輌協力：日産自動車
- プロデュース：浅生憲章、伊藤一尋
- 演出
  - 吉田秋生 （第1話、2話、5話、6話、10話、11話、13話）
  - 加藤浩丈 （第3話、4話、7話、8話、12話）
  - 片山修 （第9話）